# بريندان أوكارول
بريندان أوكارول (بالإنجليزية: Brendan O'Carroll)‏ (مواليد 17 سبتمبر 1955) هو ممثل كوميدي ومخرج ومنتج وكاتب أيرلندي.